# 미나미센주역
미나미센주역(일본어: 南千住駅 미나미센주에키[*])은 일본 도쿄도 아라카와구에 있는 철도역이다.

## 역 구조
3개의 역은 각각 다른 건물이어서 상호 환승시에는 개찰을 나와 도로를 건너야 한다.

### 조반 쾌속선
섬식 승강장 1면 2선의 고가역에서 승강장은 2층에 있다. 출입구는 남쪽 1개소 뿐, 히비야 선 역사 북문과 가까운 위치에 있다.
JR동일본 스테이션 서비스에 의해 업무위탁역으로 지정석 매표기와 자동 개찰기가 설치되어 있다. 미도리창구가 설치되어 있었지만, 2011년 8월 31일로서 폐쇄됐다. 개찰 외에 KIOSK가 승강장 상에 대합실이 있다.

#### 승강장
| 1 | ■ 조반 쾌속선 | 마쓰도・가시와・나리타・도리데・쓰치우라・미토 방면  |
| 2 | ■ 조반 쾌속선 | 닛포리・우에노・도쿄・시나가와 방면 (우에노도쿄라인) |

### 히비야 선
상대식 승강장 2면 2선의 고가역. 승강장은 3층에 있다. 출입구는 미노와 역 근처에 남문과 기타센주 역 방향의 북문으로 2곳이 있고, 북문이 JR역 입구에 가깝다. 엘리베이터는 북문 쪽에 설치되어 있다. 다만, 기타센주 방면의 승강장으로 엘리베이터로 가실 경우, 2층에서 내려 다시 한번 타야 한다.
센주 검차구가 근접해 있기 때문에 이른 아침 및 심야에는 당역 시・종착 열차가 설정되어 있다. 당역에서 승무원 교체가 이루어진다.

#### 승강장
| 1 | 히비야 선 | 우에노・긴자・나카메구로 방면          |
| 2 | 히비야 선 | 기타센주・가스카베・도부 동물공원 방면 |

### 쓰쿠바 익스프레스
상대식 승강장 2면 2선의 지하역이고 난간형 스크린도어가 설치되었다. 1층 지상부에 콩코스가 있고 승강장은 지하 2층에 있다. 출입구와 개찰구는 1개씩 있고 개업 당초에는 개찰구 옆에 매점이 있었지만 그 후 폐점하고 자동 판매기가 설치되었다. 개착 공법으로 설치된 역이며, 공사 때 설치 위치에 있는 조반선 미나미센주 역 전체를 임시 승강장으로 옮기는 공사가 이루어졌다.

#### 승강장
| 1 | TX 쓰쿠바 익스프레스 | 미나미나가레야마・모리야・쓰쿠바 방면 |
| 2 | TX 쓰쿠바 익스프레스 | 아키하바라 방면                       |

## 역세권 정보
- 국도 제4호선
- 아라강

## 역사
- 1896년 12월 25일: 영업 개시. (현재의 조반선)
- 1906년 11월 1일: 국유화에 따라 일본국유철도의 소속이 되었다.
- 1909년 10월 12일: 선로 명칭이 제정되어, 조반선의 역이 됨.
- 1961년 3월 28일: 히비야 선이 개통.
- 1987년 4월 1일: 일본국유철도의 민영화에 따라 동일본 여객철도 소속이 되었다.
- 2001년 11월 18일: JR 동일본에서 스이카의 사용을 개시하였다.
- 2005년 8월 24일: 쓰쿠바 익스프레스의 역이 영업 개시.
- 2007년 3월 18일: 도쿄 지하철 · 수도권 신도시 철도에서 파스모의 사용을 개시하였다.
- 2011년 8월 31일: 미도리창구 영업 종료.
- 2020년 6월 6일: 히비야 선에 도라노몬 힐스 역이 영업을 개시함에 따라 히비야 선의 역 번호를 H 20에서 H 21으로 변경.

## 인접역
| 동일본 여객철도 조반선         | 동일본 여객철도 조반선 | 동일본 여객철도 조반선                       |
| ------------------------------ | ---------------------- | -------------------------------------------- |
| JJ 03 미카와시마 시나가와 방면 | 쾌속                   | JJ 05 기타센주 이와키 · 도리데 · 나리타 방면 |
| 도쿄 메트로 2호선              |                        |                                              |
| H 20 미노와 나카메구로 방면    | 히비야 선              | 기타센주 H 22 기타센주 방면                  |
| 수도권 신도시 철도 조반 신선   |                        |                                              |
| 03 아사쿠사 아키하바라 방면    | TX 쓰쿠바 익스프레스   | 05 기타센주 쓰쿠바 방면                      |